# Jordan Waller
Jordan Sebastian Waller (nacido en Bristol, Gran Bretaña en 1992) es un actor y escritor británico, conocido por interpretar a Lord Alfred Paget en la serie de televisión Victoria.

## Vida y educación
Waller nació en Bristol y fue criado por tres madres lesbianas: su madre biológica, Miranda, su pareja en el momento de su nacimiento, Dawn, y su próxima pareja, Jayne. Es un tema sobre el que ha hablado y escrito extensamente.  Como fue concebido a través de una donación de esperma, también ha promovido la necesidad de que más hombres se conviertan en donantes de esperma y actualmente busca convertirse él mismo en donante de esperma.
Fue educado en Bristol Grammar School, una escuela diurna independiente, después de lo cual estudió francés en la Universidad de Oxford.  Fue miembro de la Sociedad Dramática de la Universidad de Oxford (OUDS), donde apareció en The Picture of Dorian Grey, Betrayal, Dead Funny, Much Ado About Nothing y Twelfth Night.

## Carrera
En el 2019, Waller estrenó Two Heads Creek, una comedia de terror que escribió y protagonizó. También se estrenó en el Reino Unido a principios de 2020. También escribió "Off the Rails" para Bill Kenwright, protagonizada por Judi Dench, Kelly Preston, Sally Phillips y Jenny Seagrove, y también se estrenó en el 2020.
En febrero de ese año estrenó su espectáculo individual "The D Word" en el Vault Festival sobre su crianza poco convencional como hijo donante de esperma de padres lesbianas, la muerte de una de sus madres y la búsqueda de su padre biológico.  The D Word cambió a Son of Dyke para su presentación en el festival de Edimburgo ese mismo año.

## Vida personal
Waller es abiertamente gay.

## Filmografía

### Cine
| Año  | Título            | Interpreta         | Notas    |
| ---- | ----------------- | ------------------ | -------- |
| 2016 | Love & Friendship | Edward             |          |
| 2017 | Darkest Hour      | Randolph Churchill |          |
| 2019 | Two Heads Creek   | Norman             | Escritor |
| 2019 | Off the Rails     | DJ español         | Escritor |

### Televisión
| Año       | Título   | Interpreta        | Notas                                                    |
| --------- | -------- | ----------------- | -------------------------------------------------------- |
| 2016–2019 | Victoria | Lord Alfred Paget | recurrente, temporada 1, principal en las temporadas 2–3 |